# 인민전선 (프랑스)
인민전선(人民戰線, 프랑스어: Front populaire)은 전간기 프랑스의 반파시즘 인민전선이자 좌익 정당 통일운동으로, 프랑스 공산당과 노동자 인터내셔널 프랑스 지부의 주도로 이루어졌다. 인민전선은 1936년 프랑스 총선에서 승리하여 레옹 블룸 내각을 출범시켰고 급진적인 사회 개혁을 추진하며 프랑스 유권자들로부터 지지를 받았다.
그러나 인민전선은 당시 부상하던 극우 반공주의 파시즘 세력의 공세와 공작에 직면하면서 조직 운영에 어려움을 겪에 되었고, 1937년 블룸 내각이 사임을 발표하며 위기를 맞게 되었다.